# Portugal i olympiska vinterspelen 2006
Portugal deltog med en deltagare vid de olympiska vinterspelen 2006 i Turin. Landets deltagare erövrade ingen medalj.

## Längdskidåkning
- Danny Silva